# American Le Mans Series 2001
Navigation
Édition précédente Édition suivante
L'American Le Mans Series 2001 a été la troisième saison de ce championnat. Les saisons 2000 et 2001 furent les seules où des courses ont été organisées en dehors de l'Amérique, avec des événements en Europe et en Australie. Cette saison comporte des courses communes avec le championnat European Le Mans Series 2001.

## Calendrier
| Manche | Course                            | Circuit                        | Date        |
| ------ | --------------------------------- | ------------------------------ | ----------- |
| 1      | Grand Prix du Texas               | Texas Motor Speedway           | 4 mars      |
| 2      | 12 Heures de Sebring†             | Sebring                        | 17 mars     |
| 3      | Donington †                       | Donington Park                 | 14 avril    |
| 4      | Jarama †                          | Circuito Permanente Del Jarama | 20 mai      |
| 5      | Grand Prix de Sonoma              | Sears Point Raceway            | 22 juillet  |
| 6      | Grand Prix de Portland            | Portland International Raceway | 5 août      |
| 7      | Grand Prix de Mosport             | Mosport                        | 19 août     |
| 8      | Grand Prix of Mid-Ohio            | Mid-Ohio                       | 25 août     |
| 9      | Monterey Sports Car Championships | Laguna Seca Raceway            | 9 septembre |
| 10     | Petit Le Mans†                    | Road Atlanta                   | 6 octobre   |

† - Courses communes avec l'European Le Mans Series 2001

## Résultats
Les vainqueurs du classement général de chaque manche sont inscrits en caractères gras.
| Manche | Circuit      | Équipe victorieuse LMP900                       | Équipe victorieuse LMP675                 | Équipe victorieuse GTS                     | Équipe victorieuse GT                       | Résultats |
| Manche | Circuit      | Pilotes victorieux LMP900                       | Pilotes victorieux LMP675                 | Pilotes victorieux GTS                     | Pilotes victorieux GT                       | Résultats |
| ------ | ------------ | ----------------------------------------------- | ----------------------------------------- | ------------------------------------------ | ------------------------------------------- | --------- |
| 1      | Texas        | #1 Audi Sport North America                     |                                           | #3 Corvette Racing                         | #23 Alex Job Racing                         | Résultats |
| 1      | Texas        | Tom Kristensen Rinaldo Capello                  |                                           | Ron Fellows Johnny O'Connell               | Sascha Maassen Lucas Luhr                   | Résultats |
| 2      | Sebring      | #1 Audi Sport North America                     |                                           | #26 Konrad Team Saleen                     | #23 Alex Job Racing                         | Résultats |
| 2      | Sebring      | Rinaldo Capello Michele Alboreto Laurent Aïello |                                           | Oliver Gavin Terry Borcheller Franz Konrad | Sascha Maassen Lucas Luhr Emmanuel Collard  | Résultats |
| 3      | Donington    | #1 Audi Sport Team Joest                        | #21 Rowan Racing                          | #41 Ray Mallock Ltd.                       | #23 Alex Job Racing                         | Résultats |
| 3      | Donington    | Tom Kristensen Rinaldo Capello                  | Martin O'Connell Warren Carway            | Bruno Lambert Ian McKellar Jr.             | Lucas Luhr Sascha Maassen                   | Résultats |
| 4      | Jarama       | #1 Audi Sport Team Joest                        | #5 Dick Barbour Racing                    | #23 Konrad Team Saleen                     | #42 Team Schnitzer                          | Résultats |
| 4      | Jarama       | Tom Kristensen Rinaldo Capello                  | Eric van de Poele Didier de Radiguès      | Toni Seiler Walter Brun Franz Konrad       | Dirk Müller Fredrik Ekblom                  | Résultats |
| 5      | Sears Point  | #1 Audi Sport North America                     | #57 Dick Barbour Racing                   | #3 Corvette Racing                         | #42 BMW Motorsport                          | Résultats |
| 5      | Sears Point  | Tom Kristensen Rinaldo Capello                  | John Graham Milka Duno Didier de Radiguès | Ron Fellows Johnny O'Connell               | J.J. Lehto Jörg Müller                      | Résultats |
| 6      | Portland     | #50 Panoz Motor Sports                          | #57 Dick Barbour Racing                   | #3 Corvette Racing                         | #6 PTG                                      | Résultats |
| 6      | Portland     | Jan Magnussen David Brabham                     | John Graham Milka Duno Didier de Radiguès | Ron Fellows Johnny O'Connell               | Hans Joachim Stuck Boris Said               | Résultats |
| 7      | Mosport      | #2 Audi Sport North America                     | #5 Dick Barbour Racing                    | #3 Corvette Racing                         | #42 BMW Motorsport                          | Résultats |
| 7      | Mosport      | Frank Biela Emanuele Pirro                      | Bruno Lambert Didier de Radiguès          | Ron Fellows Johnny O'Connell               | J.J. Lehto Jörg Müller                      | Résultats |
| 8      | Mid-Ohio     | #50 Panoz Motor Sports                          | #5 Dick Barbour Racing                    | #3 Corvette Racing                         | #42 BMW Motorsport                          | Résultats |
| 8      | Mid-Ohio     | Jan Magnussen David Brabham                     | Bruno Lambert Didier de Radiguès          | Ron Fellows Johnny O'Connell               | J.J. Lehto Jörg Müller                      | Résultats |
| 9      | Laguna Seca  | #2 Audi Sport North America                     | #5 Dick Barbour Racing                    | #26 Konrad Team Saleen                     | #42 BMW Motorsport                          | Résultats |
| 9      | Laguna Seca  | Frank Biela Emanuele Pirro                      | Didier de Radiguès Milka Duno             | Terry Borcheller Franz Konrad              | J.J. Lehto Jörg Müller                      | Résultats |
| 10     | Road Atlanta | #2 Audi Sport North America                     | #57 Dick Barbour Racing                   | #4 Corvette Racing                         | #6 PTG                                      | Résultats |
| 10     | Road Atlanta | Frank Biela Emanuele Pirro                      | Scott Maxwell John Graham Milka Duno      | Kelly Collins Andy Pilgrim Franck Fréon    | Hans Joachim Stuck Boris Said Bill Auberlen | Résultats |

## Classement écuries

### Classement LMP900
| Pos. | Écurie                   | Châssis                            | Moteur                                | 1  | 2  | 3  | 4  | 5  | 6  | 7  | 8  | 9  | 10 | Total |
| ---- | ------------------------ | ---------------------------------- | ------------------------------------- | -- | -- | -- | -- | -- | -- | -- | -- | -- | -- | ----- |
| 1    | Audi Sport North America | Audi R8                            | Audi 3.6L Turbo V8                    | 25 | 30 | 25 | 25 | 25 | 21 | 25 | 21 | 25 | 30 | 206   |
| 2    | Panoz Motor Sports       | Panoz LMP07 Panoz LMP-1 Roadster-S | Élan (Zytek) 4.0L V8 Élan 6L8 6.0L V8 | 19 | 17 | 14 | 17 | 19 | 25 | 21 | 25 | 14 | 19 | 162   |
| 3    | Champion Racing          | Audi R8                            | Audi 3.6L Turbo V8                    | 17 | 24 |    |    | 17 | 19 | 14 | 15 | 21 | 24 | 151   |
| 4=   | Team Cadillac            | Cadillac Northstar LMP01           | Cadillac Northstar 4.0L Turbo V8      |    |    |    |    | 15 |    | 19 | 13 | 17 | 22 | 86    |
| 4=   | Johansson Motorsport     | Audi R8                            | Audi 3.6L Turbo V8                    |    | 22 | 19 | 19 |    |    |    |    | 19 | 26 | 86    |
| 6    | Intersport Racing        | Lola B2K/10                        | Judd GV4 4.0L V10                     |    | 20 |    |    | 14 |    |    | 11 | 13 | 15 | 73    |
| 7    | Dyson Racing             | Riley & Scott Mk III C             | Lincoln (Élan) 6.0L V8                |    | 19 |    |    |    |    | 15 | 19 |    | 18 | 71    |
| 8    | Pescarolo Sport          | Courage C60                        | Peugeot A32 3.2L Turbo V6             |    | 18 | 17 |    |    |    |    |    |    |    | 35    |

### Classement LMP675
| Pos. | Écurie                     | Châssis        | Moteur                   | 1  | 2  | 3  | 4  | 5  | 6  | 7  | 8  | 9  | 10 | Total |
| ---- | -------------------------- | -------------- | ------------------------ | -- | -- | -- | -- | -- | -- | -- | -- | -- | -- | ----- |
| 1    | Dick Barbour Racing        | Reynard 01Q    | Judd GV675 3.4L V8       |    |    | 21 | 25 | 25 | 25 | 25 | 25 | 25 | 30 | 180   |
| 2    | Roock-KnightHawk Racing    | Lola B2K/40    | Nissan (AER) VQL 3.4L V6 | 25 | 30 |    | 21 |    | 21 | 19 | 21 | 19 | 22 | 178   |
| 3    | Archangel Motorsport       | Lola B2K/40    | Nissan (AER) VQL 3.0L V6 |    |    |    |    |    |    |    |    |    | 26 | 26    |
| 4    | Team Bucknum Racing        | Pilbeam MP84   | Nissan (AER) VQL 3.0L V6 |    |    |    |    |    |    |    |    |    | 20 | 20    |
| 5=   | Southern Comfort Racing    | Pilbeam MP84   | Nissan (AER) VQL 3.0L V6 |    |    |    |    |    |    |    | 19 |    |    | 19    |
| 5=   | Racing Organisation Course | Reynard 2KQ-LM | Volkswagen 2.0L Turbo I4 |    |    |    |    |    |    |    |    |    | 19 | 19    |

### Classement GTS
| Pos. | Écurie              | Châssis                   | Moteur            | 1  | 2  | 3  | 4  | 5  | 6  | 7  | 8  | 9  | 10 | Total |
| ---- | ------------------- | ------------------------- | ----------------- | -- | -- | -- | -- | -- | -- | -- | -- | -- | -- | ----- |
| 1    | Corvette Racing     | Chevrolet Corvette C5-R   | Chevrolet 7.0L V8 | 25 | 26 |    |    | 25 | 25 | 25 | 25 | 21 | 30 | 202   |
| 2    | Konrad Team Saleen  | Saleen S7-R               | Ford 7.0L V8      |    | 30 | 21 | 25 | 19 | 19 | 21 | 19 | 25 | 26 | 184   |
| 3    | American Viperacing | Dodge Viper GTS-R         | Dodge 8.0L V10    | 21 | 22 |    |    | 17 | 21 | 17 | 17 | 17 | 24 | 156   |
| 4    | Park Place Racing   | Saleen S7-R               | Ford 7.0L V8      |    |    |    |    |    |    |    |    |    | 22 | 22    |
| 5    | Konrad Motorsport   | Saleen S7-R               | Ford 7.0L V8      |    |    |    |    |    |    |    |    |    | 19 | 19    |
| 6    | Prodrive All-Stars  | Ferrari 550 GTS Maranello | Ferrari 5.9L V12  |    |    |    |    |    |    |    |    |    | 18 | 18    |
| 7    | Brookspeed          | Chrysler Viper GTS-R      | Chrysler 8.0L V10 |    |    |    |    |    |    |    |    |    | 17 | 17    |

### Classement GT
| Pos. | Écurie                     | Châssis                  | Moteur                  | 1  | 2  | 3  | 4  | 5  | 6  | 7  | 8  | 9  | 10 | Total |
| ---- | -------------------------- | ------------------------ | ----------------------- | -- | -- | -- | -- | -- | -- | -- | -- | -- | -- | ----- |
| 1    | BMW Motorsport             | BMW M3 GTR (E46)         | BMW 3.2L I6 BMW 4.0L V8 | 15 | 24 | 10 | 25 | 25 | 19 | 25 | 25 | 25 | 26 | 194   |
| 2    | Alex Job Racing            | Porsche 911 GT3 RS (996) | Porsche 3.6L Flat-6     | 25 | 30 | 25 | 19 | 15 | 21 | 17 | 19 | 19 | 24 | 180   |
| 3    | Prototype Technology Group | BMW M3 GTR (E46)         | BMW 3.2L I6 BMW 4.0L V8 | 19 | 22 |    |    | 21 | 25 | 19 | 17 | 17 | 30 | 170   |
| 4    | Seikel Motorsport          | Porsche 911 GT3 RS (996) | Porsche 3.6L Flat-6     | 12 | 19 | 17 | 13 | 11 |    | 15 | 12 | 8  | 18 | 112   |
| 5    | Kyser Racing               | Porsche 911 GT3 R (996)  | Porsche 3.6L Flat-6     |    | 18 | 15 |    | 8  | 13 | 14 | 10 | 11 | 17 | 106   |
| 6    | Petersen Motorsports       | Porsche 911 GT3 RS (996) | Porsche 3.6L Flat-6     | 17 |    |    |    | 14 | 14 | 10 | 15 | 15 | 19 | 104   |
| 7    | Dick Barbour Racing        | Porsche 911 GT3 R (996)  | Porsche 3.6L Flat-6     |    | 10 |    |    | 10 | 11 | 13 | 11 | 10 | 11 | 76    |
| 8    | The Racer's Group          | Porsche 911 GT3 R (996)  | Porsche 3.6L Flat-6     |    | 13 |    |    | 13 |    |    |    | 13 |    | 39    |
| 9    | Aspen Knolls/MCR           | Callaway C12-R           | Chevrolet 7.0L V8       | 9  |    |    |    |    |    |    |    |    | 13 | 22    |
| 10   | Larbre Compétition         | Porsche 911 GT3 RS (996) | Porsche 3.6L Flat-6     |    | 20 |    |    |    |    |    |    |    |    | 20    |
| 11   | Jürgen Alzen Motorsports   | Porsche 911 GT3 RS (996) | Porsche 3.6L Flat-6     |    | 17 |    |    |    |    |    |    |    |    | 17    |
| 12=  | Freisinger Motorsport      | Porsche 911 GT3 R (996)  | Porsche 3.6L Flat-6     |    | 16 |    |    |    |    |    |    |    |    | 16    |
| 12=  | Sebah Automotive Ltd.      | Porsche 911 GT3 R (996)  | Porsche 3.6L Flat-6     |    |    |    |    |    |    |    |    |    | 16 | 16    |
| 14=  | Cirtek Motorsport          | Porsche 911 GT3 R (996)  | Porsche 3.6L Flat-6     |    | 15 |    |    |    |    |    |    |    |    | 15    |
| 14=  | Orbit                      | Porsche 911 GT3 RS (996) | Porsche 3.6L Flat-6     |    |    |    |    |    |    |    |    |    | 15 | 15    |
| 16=  | Kelly-Moss Motorsports     | Porsche 911 GT3 R (996)  | Porsche 3.6L Flat-6     | 14 |    |    |    |    |    |    |    |    |    | 14    |
| 16=  | Gunnar Racing              | Porsche 911 GT3 RS (996) | Porsche 3.6L Flat-6     |    |    |    |    |    |    |    |    |    | 14 | 14    |
| 18=  | Trinkler Racing LLC        | Chevrolet Corvette LM-GT | Chevrolet 5.7L V8       | 11 |    |    |    |    |    |    |    |    |    | 11    |
| 18=  | RWS Motorsport             | Porsche 911 GT3 R (996)  | Porsche 3.6L Flat-6     |    | 11 |    |    |    |    |    |    |    |    | 11    |